# Goniosoma lepidum
Goniosoma lepidum is een hooiwagen uit de familie Gonyleptidae.